# دوبرویواتس (آلکسیناتس)
دوبرویواتس (به صربی: Dobrujevac) یک منطقهٔ مسکونی در صربستان است که در الکسیناتس واقع شده‌است. دوبرویواتس ۳۸۸ نفر جمعیت دارد.